# ACORN
ACORN (engl. Association of Community Organizations for Reform Now, dt. Vereinigung gesellschaftlicher Organisationen für Reformen Jetzt) war der Dachverband einer Hilfsorganisation in den Vereinigten Staaten von Amerika und weiteren Ländern. Die Organisation verwaltete ein Budget von über 100 Mio. US-Dollar und hatte über 400.000 Mitglieder in über einhundert Städten in den USA. Schwerpunkt der Tätigkeiten von ACORN waren alle Formen der Nachbarschaftshilfe, Gesundheitsfürsorge sowie die Wahlregistrierung für Familien der mittleren bis unteren Einkommensklassen. ACORN wurde 1970 von Wade Rathke und Gary Delgado gegründet. Seit 1990 war Maude Hurd Präsidentin der basisdemokratisch aufgebauten Organisation gewesen.

## Geschichte
Die Organisation war ursprünglich im Jahr 1970 zur Hilfe für Arme in Arkansas gegründet worden und legte zunächst ihren Schwerpunkt darauf, unlautere Praktiken bei der Vergabe von Darlehen an Kleinkreditnehmer mit Hilfe staatlicher Gesetze zu reglementieren. Ein weiteres Thema war der Kampf für die Einführung eines Mindestlohnes in fünfzehn Regionen und Städten der Vereinigten Staaten (Living Wage-Kampagne).
Hohes Ansehen erwarb sich die Organisation, als sie nach dem Hurrikan Katrina in New Orleans Hilfsgelder für die Sturmopfer sammelte und mehr als zweitausend Hauseigentümer unterstützen konnte.
In New York City verstand es ACORN, sich der Privatisierung von Teilen des Schulwesens zu widersetzen. Des Weiteren kämpfte die Organisation für eine qualitative Verbesserung des staatlichen Schulwesens. Kleinere Schulklassen, besser ausgebildete Lehrer, Einbindung der Eltern in die Schule und realitätsnähere Lehrpläne sollten das Schulwesen verbessern helfen.
In der Folge der Wirtschaftskrise 2008/09 versuchte ACORN, mit der Zuhause-bleiben-Kampagne Räumungen von Häusern zu verhindern. Das Spektrum der Tätigkeitsformen reichte hierbei von Hilfen bei Kredit-Neuverhandlungen über Medienkampagnen bis ggfs. zum zivilen Ungehorsam.
Seit den 1980er Jahren ist es ACORN gelungen, dass sich mehr als 1,8 Mio. Wähler aus einkommensschwachen Schichten in insgesamt 21 Staaten für die Präsidentschaftswahlen registrieren ließen. Rechtsgerichtete Medien attackierten ACORN wiederholt besonders während Wahlkämpfen mit behaupteten Unregelmäßigkeiten oder gar gefälschten Wähler-Registrierungen. ACORN selbst bezeichnete diese Anschuldigungen als eine Kampagne rechtsgerichteter Medien und verwies zum Beispiel auf entsprechende Untersuchungen des ehemaligen für New Mexico zuständigen US-Staatsanwaltes David Iglesias; D.Iglesias war nach eigenen Aussagen später von der Administration des US-Präsidenten George W. Bush gefeuert worden, weil er nicht die Erwartungen erfüllte, erfundene Anschuldigungen gegen ACORN zu bringen. Ein strengeres Waffenkontrollgesetz und juristischer Beistand einkommensschwacher Familien vor einer Zwangsversteigerung ihres Hauseigentums während der Immobilienkrise waren weitere Anliegen der Organisation.
Für 2009 wurde eine Mitgliederzahl von 400.000 angegeben, die sich in 1.200 Ortsverbänden in 110 Städten der USA organisierten. 700 Angestellte wurden beschäftigt, die entsprechend einer Quotenregelung die Mitgliederstruktur nach ethnischen und demographischen Gesichtspunkten widerspiegeln sollte.
Auch für Kanada, Peru, Mexiko und Indien wurden Aktivitäten angegeben.

## Auflösung
Im Jahr 2009 wurden mit einer versteckten Kamera durch den Filmemacher James O’Keefe und die Studentin Hannah Giles aufgenommene editierte Filme veröffentlicht, welche den Eindruck erwecken, dass ACORN-Berater Tipps geben würden, wie man das Prostitutionsverbot umgehen kann, Steuern legal hinterzogen werden können und welche Möglichkeiten es gibt einen gewinnbringenden Frauenhandel zu betreiben. Die beiden ACORN-Berater wurden entlassen.
Ähnliche Aufnahmen aus Zweigstellen in Washington, D.C., Brooklyn, San Diego, San Bernardino, Philadelphia und Los Angeles folgten daraufhin.
Nach Bekanntwerden des Skandals wurde ACORN von der Durchführung des United States Census 2010 ausgeschlossen, sowie die Unterstützung durch Bundesmittel eingestellt.
Durch Gouverneur Arnold Schwarzenegger initiierte Ermittlungen des kalifornischen Staatsanwaltes Brown ergaben, dass die ACORN-Mitarbeiter sich keiner kriminellen Vergehen schuldig gemacht haben. Vielmehr wies Brown, welcher im Verlauf seiner Ermittlungen die ungeschnittenen Originale der heimlich aufgenommenen Filmaufnahmen O’Keefes auswertete, darauf hin, dass die Dinge nicht immer so seien, wie parteiische Fanatiker sie durch hochselektives Editieren darstellten, und dass manchmal eine „umfassendere Wahrheit“ (in den weggeworfenen Schnipseln) auf dem Boden des Schneideraums zu finden sei („that things are not always as partisan zealots portray them through highly selective editing of reality. Sometimes a fuller truth is found on the cutting room floor.“). In der linksliberal ausgerichteten Rachel Maddow Show wurden die editierte Version und Originalaufnahmen verglichen und als erfolgreiche Desinformations-Kampagne rechtsgerichteter Medien gewertet, mit dem Ziel eine als ideologisch feindlich betrachtete Organisation auszuschalten, welche sich für gesellschaftlich benachteiligte Personen einsetzte.
Im November 2010 erklärte die Organisation die Zahlungsunfähigkeit.